# Roodflankmierpitta
De roodflankmierpitta (Hylopezus macularius) is een zangvogel uit de familie Grallariidae (mierpitta's).

## Verspreiding en leefgebied
Deze soort komt voor in het noorden van het Amazonegebied en telt twee ondersoorten:
- H. m. dilutus: zuidoostelijk Colombia, zuidelijk Venezuela en noordoostelijk Peru.
- H. m. macularius: oostelijk Venezuela, the Guyana's en noordoostelijk Brazilië.

## Status
De grootte van de populatie is niet gekwantificeerd maar de soort wordt omschreven als vrij algemeen. Op de Rode lijst van de IUCN heeft deze soort de status niet bedreigd.